# Sotouboua

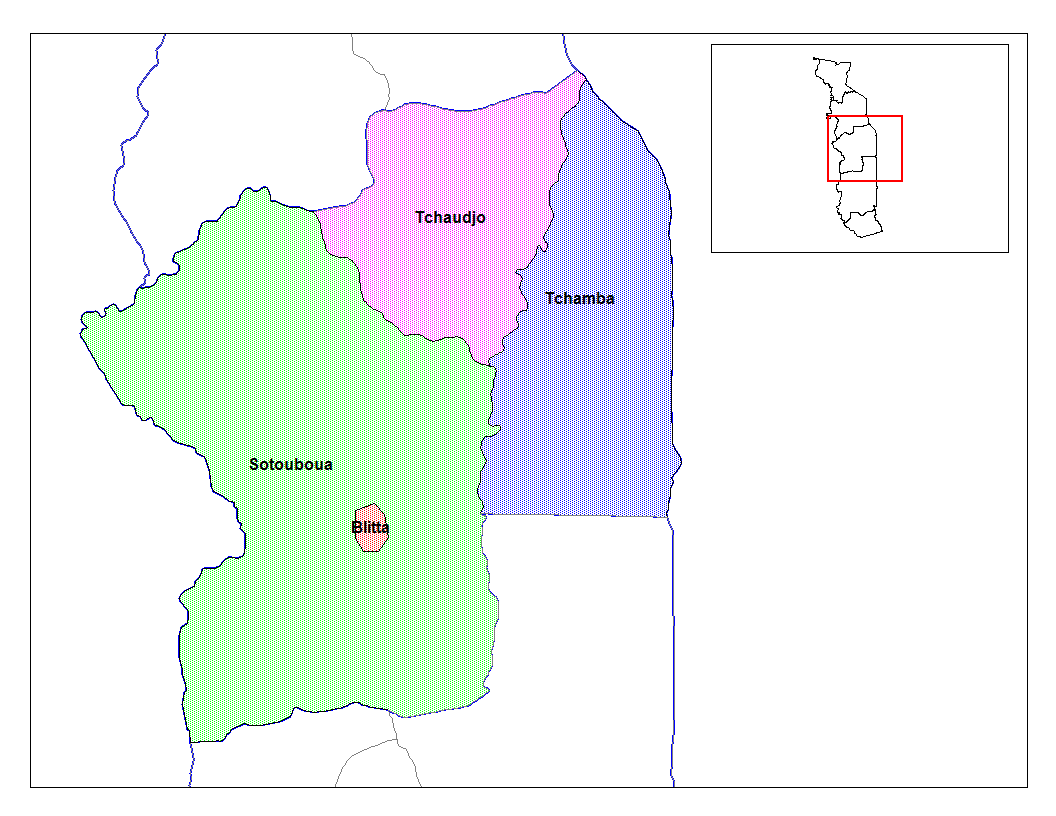
Prefeituras da Região Central

Sotouboua é uma prefeitura localizada na Região Central do Togo.